# Wild Side
Wild Side (Brasil: Nas garras do crime ) é um filme estadunidense e britânico de 1995, do gênero policial, dirigido por Donald Cammell.

## Sinopse
Bruno é o homem de confiança da máfia para operações de lavagem de dinheiro. Há uma enorme soma a ser legalizada e para o sucesso dessa operação seria necessário um plano super bem elaborado. Tony trabalha como motorista de Bruno, porém na verdade é um agente do FBI que espera pacientemente colocá-lo atrás das grades. Porém, para isso, precisa pegá-lo em flagrante. Paralelamente, Alex Lee, que é funcionária de um poderoso banco que está trabalhando como garota de programa para quitar dívidas particulares, evitando assim perder seu emprego. Alex é brilhantemente atraída para os planos de Bruno, através de Vírginia, a sua linda e sensual amante.

## Elenco
- Anne Heche .... Alex Lee
- Joan Chen .... Virginia Chow
- Christopher Walken .... Bruno Buckingham
- Steven Bauer .... Tony
- Allen Garfield .... Dan Rackman
- Adam Novak  ....  Lyle Litvak
- Marcus Aurelius .... Agent James Reed
- Michael Rose  .... Agent Morse Jaeger
- Lewis Arquette  ....  The Chief